# Концерт для труби з оркестром (Гайдн)
Концерт для труби з оркестром Й. Гайдна, Hob.: VII e, мі-бемоль мажор написаний 1796 року для Антона Вайдінгера — австрійського трубача і винахідника труби з клапанним механізмом, що на відміну від раніше уживаних натуральних труб дозволяли використовувати хроматичний звукоряд. Експеримент Антона Вайдінгера не прижився — труби з клапанним механізмом були витіснені інструментами з вентильним механізмом, таким чином концерт Гайдна, поряд із концертом Гуммеля є рідкісним прикладом творів, написаних спеціально для цього раритетного інструменту.
Концерт складається з трьох частин:
- I. Allegro (сонатна форма)
- II. Andante (сонатна форма)
- III. Finale-Allegro (рондо)

Склад оркестру включає 2 флейти, 2 гобої, 2 фаготи, 2 валторни, литаври і струнні.